# Casi famosos
Casi famosos (título original: Almost Famous) es una comedia dramática estadounidense del año 2000 escrita y dirigida por Cameron Crowe. Muestra la historia ficticia de William Miller (Patrick Fugit), un reportero adolescente que se empeña en escribir sobre el mundo de la música desde dentro. Gracias a un encargo de la revista Rolling Stone podrá seguir la gira del grupo Stillwater, lo que le dará también la ocasión de enamorarse de una groupie de la banda, Penny Lane (Kate Hudson).

## Realidad y ficción
El filme es semiautobiográfico, ya que Crowe sí escribió para la revista Rolling Stone siendo adolescente. La película se basa en las experiencias de viajar con bandas de rock como The Allman Brothers Band, Led Zeppelin e Eagles. En un artículo de "Rolling Stone", él habla acerca de cómo perdió su virginidad, se enamoró y conoció a sus héroes, experiencias que reflejó en William, el personaje principal de la película.
Aunque los personajes son ficticios, el parecido físico entre el actor Billy Crudup y el guitarrista de The Allman Brothers Band, Dickey Betts, es asombroso (basta con ver cualquier grabación de la banda de esa época), lo que confirma el hecho de que en la banda de rock sureño fue en la que más se inspiró Cameron Crowe a la hora de escribir el guion. A pesar de ello, las referencias a Led Zeppelin son numerosísimas (incluyendo la escena en la que el protagonista se tira del tejado de la casa a la piscina, que popularmente se le atribuye a Robert Plant).

## Reparto
| Actor                  | Personaje                          |
| ---------------------- | ---------------------------------- |
| Patrick Fugit          | William Miller                     |
| Michael Angarano       | Joven William                      |
| Billy Crudup           | Russell Hammond                    |
| Frances McDormand      | Elaine Miller                      |
| Kate Hudson            | Penny Lane (Lady Goodman)          |
| Jason Lee              | Jeff Bebe                          |
| Zooey Deschanel        | Anita Miller                       |
| Anna Paquin            | Polexia Aphrodisia                 |
| Fairuza Balk           | Sapphire                           |
| Bijou Phillips         | Estrella Starr                     |
| Noah Taylor            | Dick Roswell                       |
| Philip Seymour Hoffman | Lester Bangs                       |
| Terry Chen             | Ben Fong-Torres                    |
| Jay Baruchel           | Vic Munoz                          |
| Jimmy Fallon           | Dennis Hope                        |
| Rainn Wilson           | David Felton                       |
| Mark Kozelek           | Larry Fellows                      |
| Liz Stauber            | Leslie Hammond                     |
| Zack Ward              | El legendario Perro rojo           |
| John Fedevich          | Ed Vallencourt                     |
| Eric Stonestreet       | Sheldon, el empleado de escritorio |
| Marc Maron             | Promotor enojado                   |
| Peter Frampton         | Reg                                |
| Mitch Hedberg          | Administrador de Eagles road       |

## Recepción

### Taquilla
| \| País \| Recaudación[1] \| \| --------------- \| -------------- \| \| Estados Unidos \| $35 534 850 \| \| Australia \| $2 234 126 \| \| Reino Unido \| $1 781 713 \| \| Alemania \| $705 008 \| \| Islandia \| $34 649 \| \| República Checa \| $27 412 \| |             |
| País | Recaudación |
| Estados Unidos | $35 534 850 |
| Australia | $2 234 126  |
| Reino Unido | $1 781 713  |
| Alemania | $705 008    |
| Islandia | $34 649     |
| República Checa | $27 412     |

## Premios y nominaciones
Óscar
| Categoría               | Receptor                | Resultado |
| ----------------------- | ----------------------- | --------- |
| Mejor actriz de reparto | Kate Hudson             | Nominada  |
| Mejor actriz de reparto | Frances McDormand       | Nominada  |
| Mejor montaje           | Joe Hutshing Saar Klein | Nominados |
| Mejor guion original    | Cameron Crowe           | Ganador   |

Globo de Oro
| Categoría                          | Receptor                           | Resultado |
| ---------------------------------- | ---------------------------------- | --------- |
| Mejor película - Comedia o musical | Mejor película - Comedia o musical | Ganadora  |
| Mejor actriz de reparto            | Kate Hudson                        | Ganadora  |
| Mejor actriz de reparto            | Frances McDormand                  | Nominada  |
| Mejor guion                        | Cameron Crowe                      | Nominado  |

BAFTA
| Categoría               | Receptor                                                         | Resultado |
| ----------------------- | ---------------------------------------------------------------- | --------- |
| Mejor película          | Ian Bryce Cameron Crowe                                          | Nominados |
| Mejor actriz            | Kate Hudson                                                      | Nominada  |
| Mejor actriz de reparto | Frances McDormand                                                | Nominada  |
| Mejor guion original    | Cameron Crowe                                                    | Ganador   |
| Mejor música            | Nancy Wilson                                                     | Nominada  |
| Mejor sonido            | Doug Hemphill Rick Kline Paul Massey Michael Wilhoit Jeff Wexler | Ganadores |